# Darnell Martin

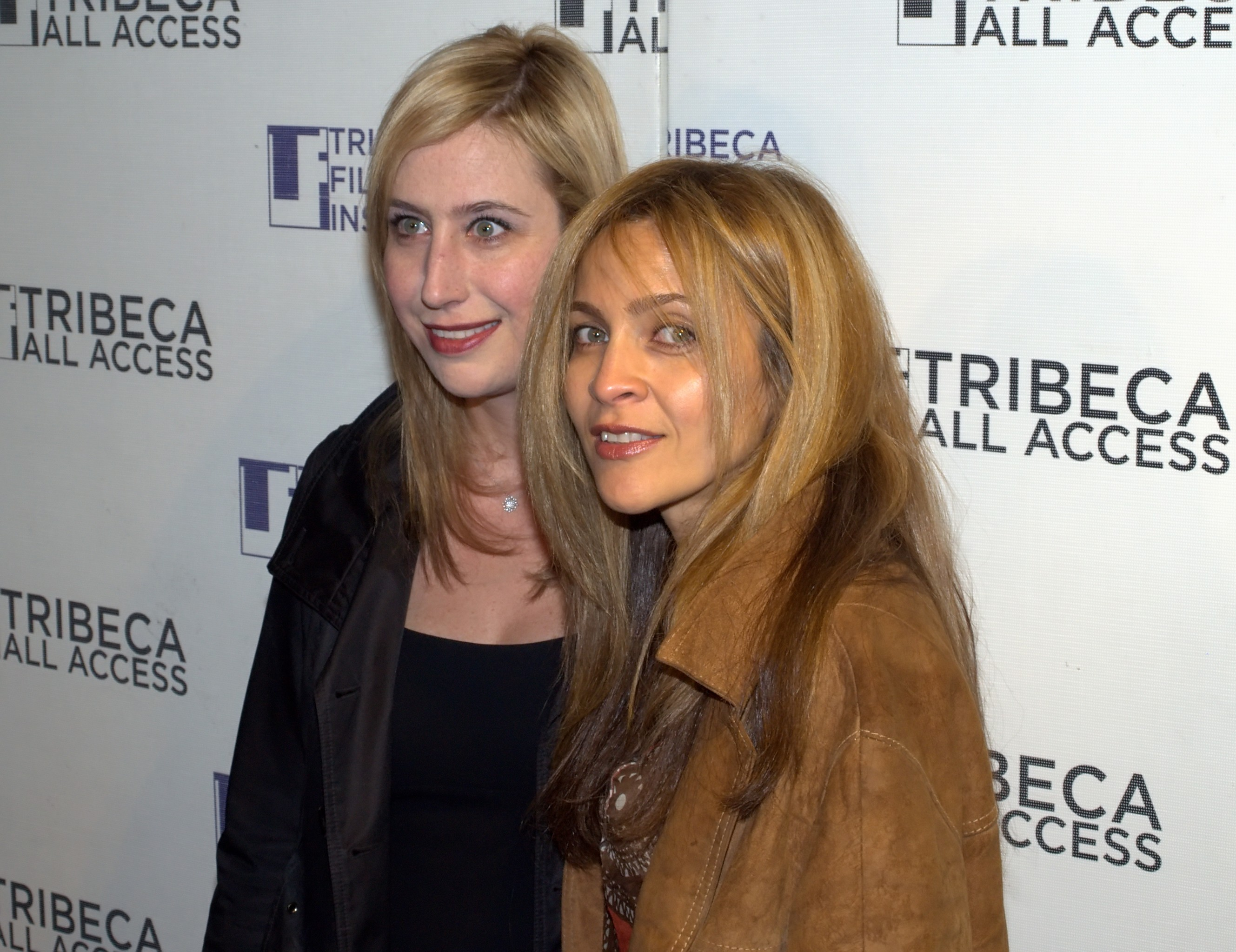
Sofia Sondervan und Darnell Martin auf dem Tribeca Film Festival im April 2010

Darnell Martin (* 7. Januar 1964 in Bronx, New York City, New York) ist eine US-amerikanische Regisseurin und Drehbuchautorin.

## Leben
Darnell Martin wurde im New Yorker Stadtteil Bronx geboren. Sie besuchte das Sarah Lawrence College und absolvierte die New York University Film School. 1992 drehte sie mit Suspect ihren ersten Kurzfilm. 1994 war sie die erste afroamerikanische Frau, die für ein Major-Studio einen Film inszeniert und produziert hat. Die romantische Komödie Life Is Trouble entstand für Columbia Pictures. Darnell Martin hatte auch das Drehbuch für diesen Film geschrieben. Neben ihrer Arbeit fürs Kino führte Darnell Martin auch Regie für Fernsehserien wie Oz – Hölle hinter Gittern, Emergency Room – Die Notaufnahme, Criminal Intent – Verbrechen im Visier, Law & Order und Grey’s Anatomy. 2008 inszenierte und schrieb das Drehbuch zum Film Cadillac Records, der die Geschichte des Schallplattenlabels Chess Records erzählt. Seitdem war sie hauptsächlich als Regisseurin in Fernsehserien wie Gossip Girl, Happy Town und The Mentalist tätig.

## Filmografie (Auswahl)

### Als Regisseurin
- 1994: Life Is Trouble (I Like It Like That)
- 1997: Oz – Hölle hinter Gittern (Oz, Fernsehserie, drei Episoden)
- 1997: Emergency Room – Die Notaufnahme (ER, Fernsehserie, zwei Episoden)
- 2001: Prison Song
- 2002–2010: Criminal Intent – Verbrechen im Visier (Law & Order: Criminal Intent, Fernsehserie, zehn Episoden)
- 2003: Polizeibericht Los Angeles (Dragnet, Fernsehserie, zwei Episoden)
- 2003–2010: Law & Order (Fernsehserie, fünf Episoden)
- 2005: Die Liebe stirbt nie (Their Eyes Were Watching God)
- 2005: Grey’s Anatomy (Fernsehserie, Episode 1x07)
- 2008: Cadillac Records
- 2010: Gossip Girl (Fernsehserie, Episode 3x19)
- 2010: Mercy (Fernsehserie, Episode 1x11)
- 2010: Happy Town (Fernsehserie, zwei Episoden)
- 2011: Detroit 1-8-7 (Fernsehserie, Episode 1x18)
- 2011: The Mentalist (Fernsehserie, Episode 3x18)
- 2011–2012: Grimm (Fernsehserie, drei Episoden)

### Als Drehbuchautorin
- 1994: Life Is Trouble (I Like It Like That)
- 2001: Prison Song
- 2008: Cadillac Records